# Banjo-Kazooie
Banjo-Kazooie ist ein Videospiel für das Nintendo 64 aus dem Genre der dreidimensionalen Jump ’n’ Run. Das Spiel wurde vom britischen Entwicklerstudio Rare, damals ein Zweithersteller für Nintendo, entwickelt und im Frühjahr 1998 von Nintendo veröffentlicht. Der Spieler steuert den anthropomorphen Bären Banjo, der seine kleine Schwester Tooty aus dem Gewahrsam einer Hexe befreien muss. Begleitet wird er dabei von Kazooie, einer roten Vogeldame, die stets in Banjos Rucksack verweilt. Das Spiel verkaufte sich über zwei Millionen Mal.
Es gilt neben GoldenEye 007, Perfect Dark und Conker’s Bad Fur Day als das beste von Rare entwickelte Spiel für das Nintendo 64. Ihm werden viele Ähnlichkeiten zum früher entstandenen genreverwandten Titel Super Mario 64 zugesprochen.
Banjo-Kazooie hat in Banjo-Tooie einen direkten Nachfolger für das Nintendo 64 und mit Banjo-Kazooie: Grunty’s Rache und dem Rennspiel Banjo-Pilot zwei Franchise-Ableger für den Game Boy Advance. Am 14. November 2008 erschien für die Konsole Xbox 360 der dritte Teil der Hauptreihe. Banjo steht im ebenfalls von Rare entwickelten Spiel Diddy Kong Racing und in Sonic & Sega All-Stars Racing als Fahrer zur Auswahl.

## Handlung
Die Hexe Gruntilda entführt Banjos kleine Schwester Tooty, um deren Schönheit auf sich selbst zu übertragen. Banjo und Kazooie erfahren von dem Maulwurf Bottles von der Entführung und machen sich auf den Weg durch Gruntildas Reich, einer riesigen Höhle, um Tooty zu retten.
Sie müssen durch anfangs verschlossene Tore in verschiedenen Welten Puzzleteile finden, die ihnen ein weiteres Vordringen durch die Höhle zur Hexe ermöglichen. Dabei treffen sie auf den Schamanen Mumbo Jumbo, der Banjo in andere Tiere verwandelt, und auf die gutmütige Schwester Gruntildas Brentilda, die dem Protagonistenduo Trivia über Gruntilda erzählt. Schließlich erreichen sie die Hexe, die das Duo in einer Spielshow vor verschiedene Aufgaben stellt, für deren Meisterung sie als Preis die entführte Tooty auswählen.
Zufrieden kehren Banjo und seine Schwester heim. Tooty macht ihn und Kazooie während folgenden Feierlichkeiten darauf aufmerksam, dass sie die Hexe ungeschoren haben davonkommen lassen, worauf sich die beiden aufmachen, um Gruntilda auf ihrem Turm entgegenzutreten. Im Verlauf dieses Kampfes stürzt Gruntilda vom Turm und wird am Boden von einem schweren Felsblock begraben, den sie nicht anheben kann. Der Abspann des Spiels zeigt die Protagonisten und ihre Freunde im Urlaub auf einer Südsee-Insel und wirbt für den Nachfolger des Spiels.
Banjo wird als gutmütiger Bär charakterisiert, wogegen Kazooie in Gesprächen oft mit sarkastischen Kommentaren provoziert. Die Hexe Gruntilda spricht in Reimen und kommentiert aus ihrem Versteck heraus das Vordringen der Hauptfiguren durch ihr Reich, um sie in ihrem Unterfangen zu entmutigen.

## Spielmechanik

### Steuerung

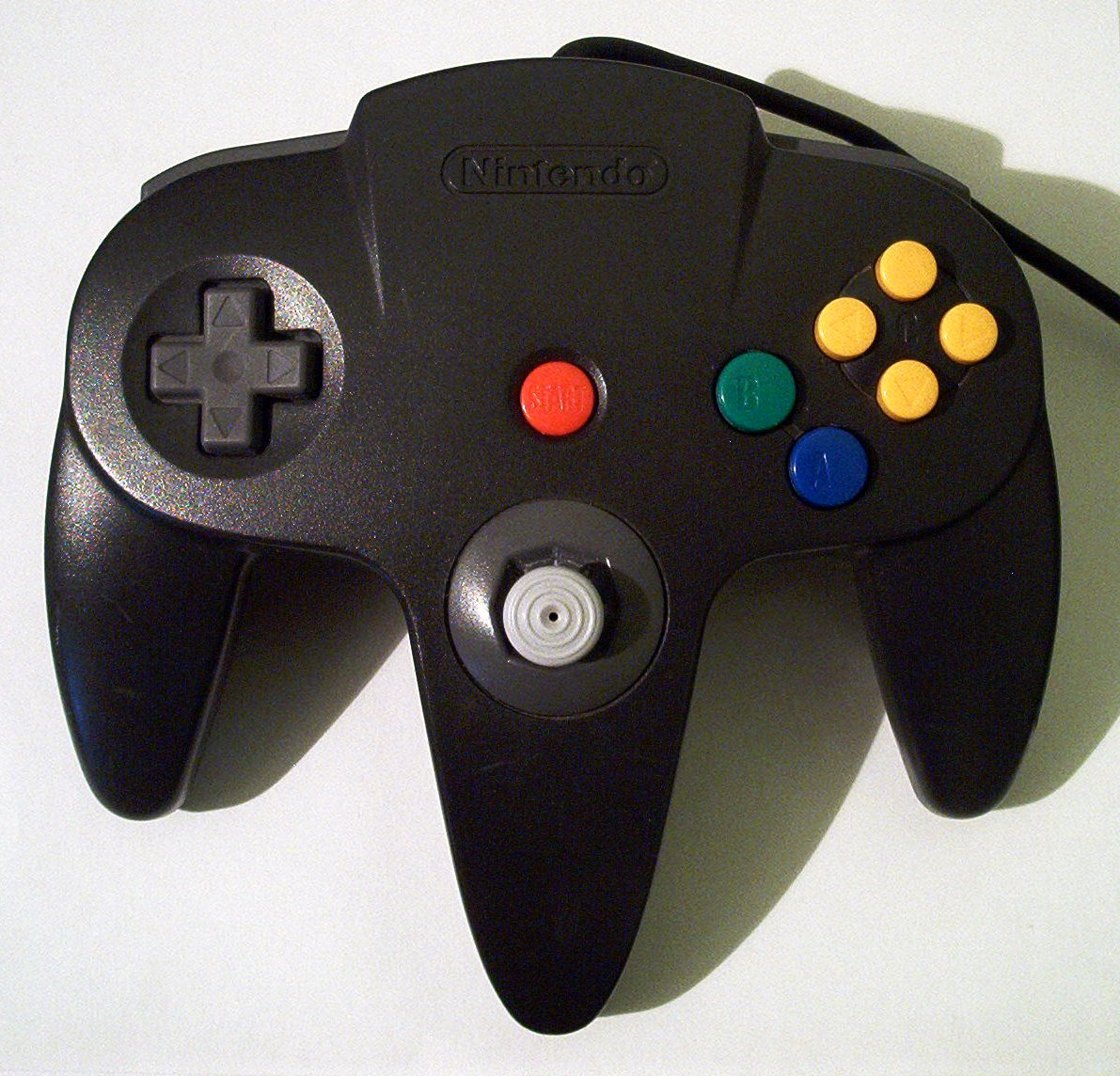
Controller, wie er für die Bedienung von Banjo-Kazooie gebräuchlich ist. Zum Spielen werden primär die Bedienelemente in der Mitte und auf der rechten Seite gebraucht.

Das Spiel wird mit dem Nintendo-64-Controller gesteuert. Mit dem Analog-Stick wird der Bär Banjo unter freier Kameraführung in der Third-Person-Perspektive im dreidimensionalen Raum gesteuert. Je stärker der Stick geneigt wird, desto schneller läuft die Spielfigur; auf diese Weise kann man zum Beispiel die Navigation auf schmalen Flächen entsprechend kontrollieren. Vier Tasten werden für die Kameraführung gebraucht, bestimmen also Winkel und Entfernung des Bildes zur Spielfigur. Drei Tasten sind den grundlegenden Aktionen Angreifen, Ducken und Springen vorbehalten.
Durch bestimmte Tastenfolgen oder -kombinationen stehen weitere Bewegungs- und Angriffsmöglichkeiten zur Verfügung; so taucht etwa Kazooie aus dem Rucksack auf Banjos Rücken auf, um mit einigen Flügelschlägen dessen Sprungweite zu erhöhen. Im Rahmen anderer Manöver taucht Kazooie mit dem Rücken zu Banjo aus dem Rucksack auf, streckt ihre Beine aus der Unterseite des Rucksacks und trägt Banjo auf ihrem Rücken. Manche dieser Aktionen können nur auf designierten und entsprechend markierten Bodenflächen ausgeführt werden; ein Beispiel dafür sind Plattformen für den freien Flug. Manche Moves (aus dem Englischen; move: Bewegung) verbrauchen Munition in Form unterschiedlicher, aufsammelbarer Objekte (Items), so etwa ein Projektilangriff. Abgesehen von den Basisaktionen müssen alle Moves an vorgegebenen Punkten in der Spielwelt zur Benutzung freigeschaltet werden, dabei erhält man vom Maulwurf Bottles eine kurze Einführung in den Gebrauch.

### Die Spielwelt
Das Spiel beginnt in einem grünen Tal bei Banjos Hütte. Bevor Banjo Gruntildas Reich betreten kann, muss der Spieler an im Tal verteilten Stellen die ersten grundlegenden Moves freischalten, indem Banjo den Maulwurf Bottles an allen umliegenden Maulwurfshügeln anspricht. Danach ist der Zugang zu Gruntildas Reich frei.
Gruntildas Reich ist ein großer, verzweigter Höhlenkomplex von miteinander verbundenen geschlossenen Räumen. Über diese Höhle verteilt sind neun Zugänge zu thematisch unterschiedlichen Welten, auch Level genannt: Eine grasige Hügellandschaft, eine sandige Insel im Meer, ein größtenteils unter Wasser liegendes Level, eine Sumpflandschaft, eine verschneite Schneelandschaft, eine Wüste mit Mumien, Sphinxen und Pyramiden, ein Spukhaus mit anliegendem Friedhof, ein verschmutzter Hafen sowie ein riesiger, erklimmbarer Baum, den die Spielfigur zu allen vier Jahreszeiten betritt. Zu Beginn sind alle Türen zu diesen Leveln verschlossen und der Spieler muss an anderer Stelle ein zugehöriges Puzzlebild mit goldenen Puzzleteilen komplettieren, um den entsprechenden Level zu öffnen.
Zu Beginn kann der Spieler nur einen Level und das zugehörige Puzzlebild sowie das eine, fehlende Puzzleteil (späteren Puzzlebildern fehlen immer mehr Puzzleteile) erreichen; für das weitere Vordringen in Gruntildas Reich benötigt der Protagonist zusätzliche Aktionsmanöver, die er in den einzelnen Leveln erlernen kann; ferner bleiben bestimmte Türen verschlossen, solange der Spieler nicht die auf der Tür angegebene Anzahl an goldenen Musiknoten eingesammelt hat, von denen man jeweils hundert in jedem Level finden kann. Im weiteren Verlauf kann der Spieler alternative Pfade durch die Höhle entsperren, die Abkürzungen durch den Komplex darstellen. Eine weitere Möglichkeit der Zeitersparnis stellen Hexenkessel dar, von denen jeweils zwei gleicher Farbe sind. Findet Banjo zwei passende Kessel, kann er durch einen Sprung in den Kessel zum Standpunkt des anderen befördert werden.
In jedem Level sind zehn goldene Puzzleteile sowie ein Schalter versteckt, der ein elftes Puzzleteil in Gruntildas Reich erscheinen lässt. Eines der Puzzleteile erhält man stets, wenn man fünf verschieden gefärbte Nicht-Spieler-Charaktere, sogenannte Jinjos, findet. Die anderen neun Puzzleteile sind zum Beispiel auf schwer zugänglichen Stellen des Levels zu finden, werden als Belohnung für das erfolgreiche Beenden von Minispielen oder das Erfüllen von Aufgaben vergeben. Goldene Musiknoten müssen nicht freigeschaltet werden, sondern sind von Beginn an frei zugänglich im Level verstreut. Beim Verlassen eines Levels werden alle eingesammelten Musiknoten zurückgesetzt und die Anzahl an gesammelten Noten für den betreffenden Level wird aktualisiert, wenn der Spieler seinen bisherigen Rekord brechen konnte. Level werden über die Plattform verlassen, auf welcher die Spielfigur den Level begonnen hat.
Im Spielverlauf trifft der Spieler auf feindlich gesinnte Wesen, die bei Kontakt der Spielfigur einen bestimmten Teil der Energieleiste reduzieren. Verliert die Spielfigur ihre komplette Energie, wird dem Spieler einer seiner Neuversuche, auch Extraleben genannt, abgezogen und der Level mitsamt den darin vorkommenden Musiknoten wird zurückgesetzt, abgesehen von bereits eingesammelten Gegenständen, deren Anzahl langfristig von Relevanz ist. Verliert Banjo sein letztes Leben, ist einer kurzen Game-Over-Sequenz zu sehen, wie Tooty ihrer Schönheit beraubt wird, und das Spiel wird zum Titelbildschirm verlassen. Gegner hinterlassen nach ihrer Niederlage volle Honigwaben, die Banjos Energie um jeweils eine Einheit wiederherstellen. Vereinzelt sind auch Bienenstöcke zu finden, die gleich mehrere Waben hinterlassen, aber eventuell auch rachsüchtige Bienen beherbergen. Findet der Spieler sechs der seltenen leeren Honigwaben, wird die Energieleiste um eine Einheit erhöht. Andere Items, die die Spielfigur aufsammeln kann, sind Eier und Federn, die als Munition für bestimmte Manöver dienen und silberne Totenköpfe.
Silberne Totenköpfe dienen zur Bezahlung von Verwandlungen der Spielfigur in andere Wesen. In einigen Leveln ist hierfür eine totenschädelförmige Hütte vorzufinden, in der ein maskierter Schamane die Spielfigur in eine vom Level abhängige, thematisch entsprechende Form verwandelt. Dafür verlangt er eine bestimmte Anzahl an Totenköpfen. Diese Verwandlungen ermöglichen dem Spieler neuen Zugang zu einzelnen Bereichen: Die Termite kann den Termitenhügel erklimmen, der Alligator kann durch enge Röhren kriechen usw. Banjo kann in seinem verwandelten Zustand den Level verlassen, wird aber ab einer individuellen Grenze zurückverwandelt. Manche Bereiche in Gruntildas Reich sind nur im verwandelten Zustand zu erreichen.
Zu Ende des Spiels erreichen die Protagonisten Gruntilda und müssen ein Lavabecken überqueren, indem sie über verzweigte Stege auf die andere Seite laufen. Diese Stege bestehen aus einzelnen Quadraten. Auf jedem Quadrat muss eine bestimmte Aufgabe erfüllt werden, damit die Spielfigur nicht eine Einheit seiner Energieleiste verliert. Dies können Fragen zur Spielmechanik oder Fragen über Gruntilda sein, deren Antworten der Spieler von Gruntildas Schwester an verschiedenen Stellen im Spielverlauf in Erfahrung bringen konnte, andere Felder fordern die Identifizierung von Stillaufnahmen aus Leveln des Spiels oder von akustischen Effekten beziehungsweise Hintergrundmusiken. Schließlich legen andere Felder die Wiederholung eines im Spiel andernorts bereits vorkommenden Minispiels auf.

## Technik
Banjo-Kazooie wird in 3D-Computergrafik dargestellt. Die Spielfiguren und Spielumgebung sind aus Polygonen zusammengesetzt und mit Texturen überzogen; eine Vielzahl der Level-Texturen erstrecken sich über mehrere Einzeltexturen in der größtmöglichen Auflösung (64 × 64 Pixel), was eine größere Wiederholung von Oberflächenformen vermeidet, Figuren dagegen sind bewusst spärlich mit Texturen versehen, um laut Entwickler ein sauberes Aussehen zu vermitteln. Viele kleine Objekte (zum Beispiel Musiknoten) sind in der Software abgelegte, animierte Rastergrafiken. Das Spiel benutzt ein von Rare eigens entwickeltes System zur Vermeidung von Fragmentierung, das Daten im Arbeitsspeicher des Nintendo 64 kontinuierlich neu anordnet und eine relativ hohe Anzahl an Polygonen und damit rundere Formen im Spiel erlaubt. Zusätzlich werden Objekte und Figuren mit zunehmender Entfernung gradual ins Transparente ausgeblendet und müssen ab einer bestimmten Entfernung nicht mehr angezeigt werden. Der Grafikstil weist Ähnlichkeiten zu Kinder-Zeichentrickfilmen auf: Gewöhnlich leblose Objekte besitzen Toon-ähnliche Augen, bewegen sich oder sprechen die Protagonisten an; die Farbwahl setzt sich primär aus hellen Tönen zusammen; besiegte Gegner fallen in einem Salto um oder zerfliegen in ihre Einzelteile, bevor sie sich graduell auflösen.
Im Spiel wird keine Sprachausgabe verwendet. Stattdessen werden am oberen und unteren Bildschirmrand abwechselnd Textboxen mit dem Kopf des Sprechenden eingeblendet. Dabei stößt der Kopf abhängig von dessen Träger einen ihm eigenen, zugeordneten Satz an undefinierbaren Lauten oder Tönen aus. Dieses „Murmeln“ hat sich als Charakteristikum der Serie etabliert.
Banjo-Kazooie ist auf einem 16-MB-Modul untergebracht. In diesem befindet sich ein Speicherbaustein, der das Sichern von drei unabhängigen Spielfortschritten erlaubt. Der Spielfortschritt wird nach Starten der Software und Auswahl der Ausgabesprache (Deutsch, Englisch, oder Französisch) gewählt. Banjo-Kazooie unterstützt das optionale Zubehör Rumble Pak für Force-Feedback-Effekte.

## Musik
Die von Grant Kirkhope komponierte Musik zu Banjo-Kazooie erfreut sich großer Beliebtheit. So präsentiert beispielsweise, der im Bereich der Videospielmusik sehr bekannte Pianist, Martin Leung, die komplette Trackliste, nachgespielt auf dem Piano, in seinem Programm auf YouTube.
2015 veröffentlichte das Unternehmen iam8bit eine Vinyl-Doppel-LP mit dem offiziellen Banjo-Kazooie-Soundtrack.
Generell ist die Instrumentalmusik und der Einsatz von musikalischen Elementen verschiedenster Art, das ganz große Stilmittel von Banjo-Kazooie und macht den Großteil der Spieldynamik aus. Die Thematiken der Kompositionen, charakterisieren die jeweilige Umgebung bestens. Die Musik ist interaktiv: Nähert sich Banjo beispielsweise einem Level-Eingang, werden die für die Hintergrundmusik benutzten Instrumente in einem fließenden Übergang durch Instrumente ersetzt, die auch im entsprechenden Level primär zur Verwendung kommen oder dessen Thematik entsprechen. Äquivalent besitzen auch definierte Bereiche in den einzelnen Leveln eine variierende instrumentale Besetzung. Oft vorkommende Instrumente sind das Banjo und das Kazoo, die auch dem titelgebenden Duo ihre Namen verleihen, sowie Xylophon, Geige, Querflöte und Blechblasinstrumente. Eine Vielzahl von Charakteren, mit welchen man im Laufe des Spiels in Dialog treten kann, unterscheiden sich alle voneinander, was die Geräusche angeht, welche sie beim „Sprechen“ erzeugen, sodass man bei einigen meinen könnte, sie würden singen. Zudem kommt die essentielle Wichtigkeit des Sammelns von goldenen Musiknoten.

## Entwicklung
Banjo-Kazooie startete als Project Dream (Englisch für „Projekt Traum“) für das Super Nintendo Entertainment System, nachdem das betreffende Entwicklerteam Donkey Kong Country 2: Diddy’s Kong Quest fertiggestellt hatte. Der Titel war zu Beginn als ein Adventure konzipiert, in dem ein junger Abenteurer unbeabsichtigt unter Piraten kommt. Nach der Einführung des Nintendo 64 wurde das Projekt auf dieses System übertragen; später ersetzten die Entwickler die ursprüngliche Spielfigur durch einen Bären, der aufgesammelte Gegenstände in seinem Rucksack mit sich tragen sollte. Die Feststellung, dass die Realisierung des anfänglichen Spielkonzepts innerhalb des gewählten technischen Rahmens mehrere Jahre brauchen würde, veranlasste das Entwicklerteam, das anfängliche Projekt aufzugeben und ein actionbetonteres Spiel um den Bären herum zu kreieren.
Innerhalb der ersten zwei Monate der Entwicklung wurde die Grafik-Engine von Project Dream verändert, um dem neuen Design besser entgegenzukommen. Die restliche Entwicklung des Spiels dauerte weitere 15 Monate. Das ursprüngliche zehnköpfige Entwicklerteam wuchs im Verlauf des Projektes auf 15 Personen an. Nachdem als mögliche Aktion der Spielfigur beschlossen wurde, dass ein Paar Schwingen beziehungsweise ein Paar Beine aus dem Rucksack auftauchen könnten, um der Spielfigur einen zweiten Sprung in der Luft oder eine schnellere Fortbewegung zu Fuß zu ermöglichen, kam die Idee auf, dass Banjos Rucksack einen Vogel beherbergen sollte. Dieser Vogel wurde nach dem ihm zugeordneten Instrument, dem Kazoo, das seiner provozierenden Persönlichkeit entsprechen sollte, benannt und erhielt aus markenrechtlichen Gründen die Endung -ie. Die Idee, die Spielfigur verwandeln zu können, entsprang dem Bedürfnis, Banjo zu schrumpfen und somit die Größenunterschiede in der Umgebung zu betonen, was in der Termitenform resultierte.
Aus Zeitgründen konnten nicht alle geplanten Inhalte in das Spiel übernommen werden, andere wurden im Nachhinein wieder entfernt. Die meisten derart betroffenen Levelkonzepte wurden in dem Nachfolger, Banjo-Tooie, und im 3D-Jump-'n'-Run Donkey Kong 64 integriert. Auch konnte ein Spielabschnitt am Ende des Spiels nicht implementiert werden, in dem der Spieler die Kontrolle über Banjos Schwester Tooty übernommen hätte. Eine bekanntere, nicht verwirklichte Funktionalität ist “Stop ’n’ Swop” (deutsch: „Halt und Tausch“), die einen nicht näher beschriebenen Datentransfer zwischen den Spielmodulen von Banjo-Kazooie und Banjo-Tooie hätte erlauben sollen. Am Ende des Spiels kann eine automatisch ablaufende Szene betrachtet werden, in der regulär unzugängliche Levelbereiche zu sehen sind, die mit Hilfe des zweiten Spiels freigeschaltet werden sollten. Laut der Website N-Sider hätte Stop ’n’ Swop das Herausziehen des Spielmoduls im laufenden Betrieb der Konsole beinhaltet, was jedoch ausdrücklich gegen Warnhinweise in der Bedienungsanleitung des Nintendo 64 verstoße und damit auf wenig Unterstützung seitens Nintendo getroffen habe.
Banjo-Kazooie wurde erstmals im Sommer 1997 auf der Electronic Entertainment Expo der Presse vorgestellt.

## Kritik
Banjo-Kazooie wurde generell sehr positiv bewertet. Das Spiel wurde oft mit Super Mario 64 verglichen, mit dem es relativ viele Level-Thematiken, Aktionsmöglichkeiten der Spielfigur und Konzepte, wie das Sammeln unterschiedlicher Items zum Fortschreiten im Spiel, teilt, und gilt als eine logische Konsequenz dieses Titels. Besonderen Anklang fand hierbei die Grafik des Spiels, die abwechslungsarme Oberflächengrafiken zu vermeiden wusste, ohne das Geschehen auf dem Bildschirm verlangsamen zu müssen. Auch stießen die großen, weitflächigen Level auf Beifall.

“Banjo-Kazooie follows in the footsteps of Mario 64. It doesn't stray too far from the formula, but it makes the logical progressions you would expect Nintendo to make. […]
Graphically, Banjo-Kazooie takes it to another level. The game maintains the look and feel of Mario 64, but instead of flat, shaded polygons, BK uses a lot of textures. […]
BK may be a Mario clone, but that isn't exactly a bad thing. In fact, it's a pretty good thing.”

„Banjo-Kazooie folgt in den Fußstapfen von Super Mario 64. Es weicht nicht allzu sehr von der Formel ab, aber macht die logischen Schritte, die man von Nintendo erwarten würde. […] Grafisch bewegt sich Banjo-Kazooie auf einer neuen Ebene. Das Spiel hat den Look and Feel von Mario 64, benutzt aber statt einfachen, schattierten Polygonen eine Menge Texturen. […] BK mag ein Mario-Klon sein, aber dies ist nicht wirklich ein Unding. Eigentlich ist es etwas ziemlich Gutes.“

“Banjo-Kazooie features the best graphics we've seen on the console, it one-ups Mario 64 in terms of gameplay, it sounds astounding and it may just be the most clever title we've ever played.”

„Banjo-Kazooie stellt die beste Grafik zur Schau, die wir je auf der Konsole gesehen haben, es übertrifft Mario 64 bezüglich Spielmechanik, es hört sich verblüffend gut an und könnte der raffinierteste Titel sein, den wir je gespielt haben.“

Die Bewertung auf der Website IGN bemängelte einen fehlenden Mehrspieler-Modus und räumte ein, dass der optische Stil des Spiels abschrecken könnte; die endgültige Benotung resultierte in 9,6 von maximal 10 Punkten (in Worten: “Incredible”, deutsch: „unglaublich“) und einem Editor’s Choice Award („Empfehlung des Redakteurs“).
GameSpot wies darauf hin, dass die Kameraführung stellenweise nachjustiert werden müsste, und bewertete das Spiel mit 9,5 von 10 Punkten.

“due to BK's many tight, enclosed areas, the camera sometimes fails to show the action from a playable perspective. Expect to miss some things that would normally be incredibly obvious, due to a bad angle. Also, you'll have to control the camera a bit more than you should have to, as it doesn't track perfectly.”

„aufgrund BKs vieler enger, abgeschlossener Gebiete scheitert die Kamera manchmal darin, das Geschehen aus einem spielbaren Winkel zu zeigen. Auch werden Sie die Kamera etwas öfter als nötig justieren müssen, da sie nicht perfekt folgt.“

Die Zeitschrift Total bewertete das Spiel in Analogie zum sechsstufigen Schulnotensystem mit einer 1 („Sehr gut“) und verlieh ein „Unabhängiges TOTAL!-Genial-Gütesiegel“.

„Rare hat derart sorgfältig gearbeitet, daß Banjo und Kazooie dem liebenswerten Mario in fast allen Bereichen eine kleine Nasenspitze voraus sind.[…] Auch wenn Banjo-Kazooie die vielen Innovationen fehlen, die bei Super Mario 64 dafür sorgten, daß die Welt der Videospiele aus ihren Angeln gehoben wurde und neue Denkanstöße erhielt, handelt es sich insgesamt gesehen um das noch ausgereiftere Spiel.[…] Ein Mehrspieler-Modus wäre interessant gewesen.“

Im Rahmen der Interactive Achievement Awards 1999 erhielt Banjo-Kazooie den Preis für herausragende Grafik und wurde als bestes Konsolen-Actionspiel gewürdigt.
Im Sommer des Jahres 2000, ein Jahr vor Erscheinen der Nachfolgerkonsole des Nintendo 64, veröffentlichte IGN eine Auflistung der 25 besten Spiele für das Nintendo 64, in der Banjo-Kazooie den siebten Platz belegte. Zusätzlich nahm der Titel den fünften Platz unter den N64-Spielen mit der besten musikalischen Untermalung ein.

## Remaster
Am 3. Dezember 2008 erschien auf dem Xbox-Live-Marktplatz eine dem Originalspiel gleichende Neuauflage des Spiels für die Xbox 360. Dafür wurden einige Grafiken in höherer Auflösung neu erstellt. Außerdem bietet sie die Möglichkeit, die Stop-’n’-Swop-Gegenstände einzusammeln.